# Hans Aeschbacher

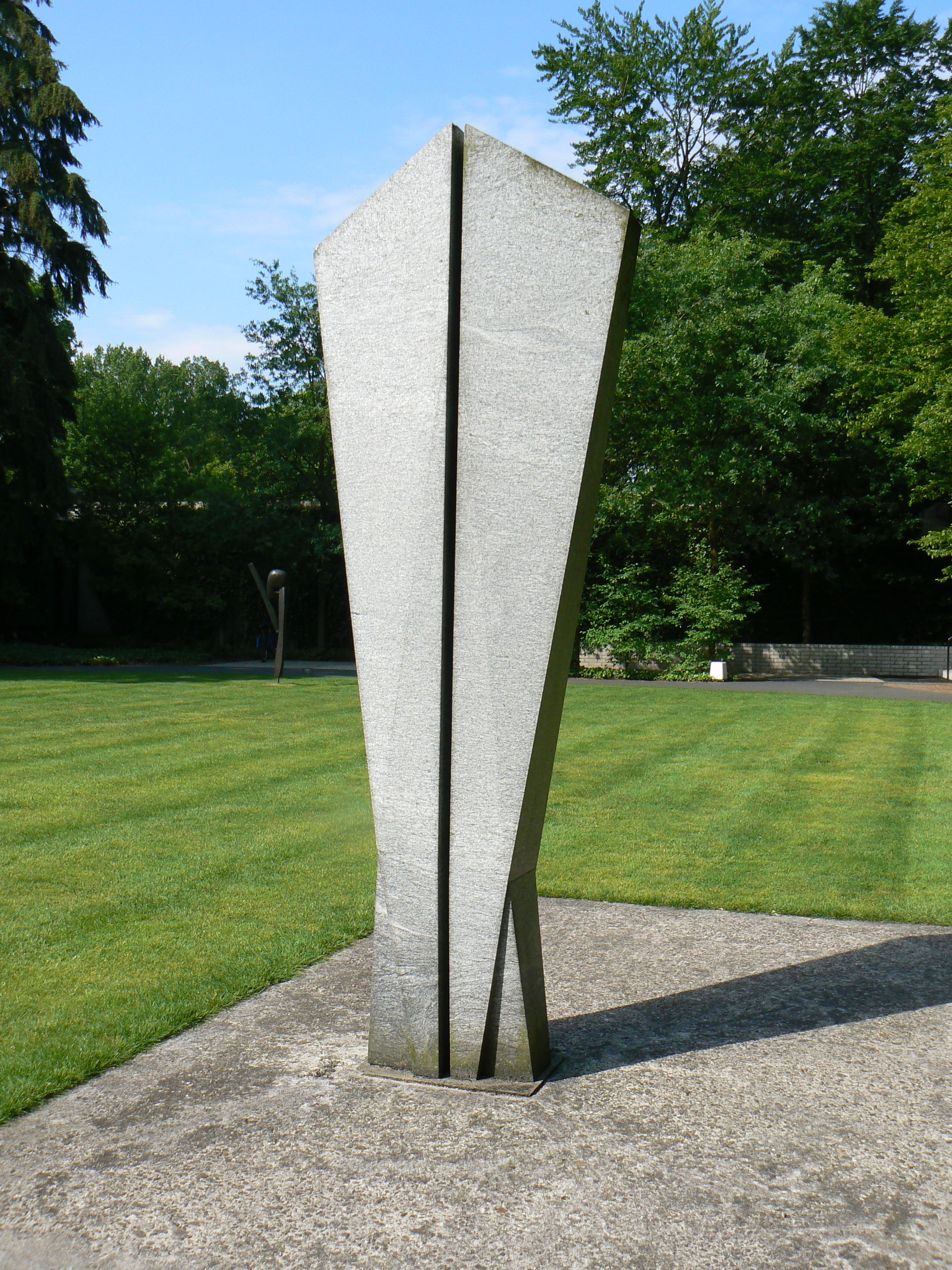
Grosse Figur I (1961), Kröller-Müller Museum

Hans Aeschbacher (Zürich, 18 januari 1906 – Russikon, 27 januari 1980) was een Zwitserse schilder en beeldhouwer.

## Leven en werk
Hans Aeschbacher, die werd geboren in Russikon (Kanton Zürich), volgde een opleiding tot drukker, alvorens hij als autodidact ging schilderen. Tot in de dertiger jaren schilderde hij vooral landschappen en portretten. Vanaf 1936 ging hij ook beeldhouwen. Zijn eerste sculpturen zijn nog figuratief. De door hem gebruikte materialen waren terracotta en gips. In 1938 schiep Aeschbachers zijn eerste beeld uit steen. Hij creëerde vooral koppen, vrouwelijke naakten en torso's. Hij had de menselijke figuur teruggebracht tot elementair organische vormen.
Na 1945 werden zijn beeldhouwwerken abstracter en hij ruilde de menselijke vorm in voor de geometrische beschrijving der ruimte. Hij gebruikte nu als materiaal steen of metaal. In de vijftiger jaren werden zijn sculpturen monumentaler. In 1953 maakte hij, in een nieuwe creatieve fase in zijn carrière, een eerste beeld uit lavasteen.
Aeschbacher stelde zijn werk regelmatig tentoon. In 1956 vertegenwoordigde hij Zwitserland tijdens de Biënnale van Venetië met enkele werken. Ook werd hij uitgenodigd voor documenta II (1959) en documenta III (1964) in Kassel. Hans Aeschbacher was nog tot kort voor zijn dood in 1980 als kunstenaar werkzaam.

## Grosse Figur I
Het Kröller-Müller Museum kocht in 1961 het beeld Grosse Figur I. Het werk werd in het atelier van Aeschbacher gezien als gipsmodel en werd uitgehakt in graniet (Cresciano). De kunstenaar heeft het werk zelf ter plaatse in het beeldenpark van het Kröller-Müller Museum geïnstalleerd. Werk van Aeschbacher was al te zien geweest tijdens de exposities Sonsbeek van 1955 en 1958, de Biënnale van Venetië van 1956 en de Biënnale Middelheim van 1957 en 1959.

## Werken (selectie)
- Stier (1947), Biel/Bienne, Zwitserland (geplaatst in 1954)
- Harfe (1953)
- Figur II (1955), Österreichischer Skulpturenpark in Unterpremstätten
- Figur (1956), Seepromenade Zürichsee in Zürich
- Grosse Figur I (1961), beeldenpark van het Kröller-Müller Museum in Otterlo
- Figur IV (1967), Kulturzentrum Bregenz-Schendlingen
- Figur I (1969), Beeldenpark Hakone in Hakone, Japan
- Figur I (1970), Spital Triemli in Zürich
- Figur I (in beton, 1979), Zürich